# 今川正彦
今川 正彦（いまがわ まさひこ、1911年（明治44年）1月4日 - 1996年（平成8年）12月7日）は、日本の官僚、都市計画家・ランドスケープアーキテクト、政治家。1981年から2期8年にわたり京都府京都市長も務める。

## 来歴
山口県防府市出身。岡山県第二岡山中学校（岡山県立岡山操山中学校・高等学校の前身）から再興旧制山口高等学校（山口大学の前身）を経て、1935年（昭和10年）東京帝国大学農学部（東京大学農学部の前身）を卒業。折下吉延に師事。卒業後内務省に入り都市計画千葉地方委員会技師。戦前は中国勤務、1939年に北京の華北政務委員会建設総省に派遣となるがそこで終戦を迎える。都市計画の専門家として暫くは北京に残り、1946年の夏に引き揚げ、翌1947年1月に戦災復興院の施設課長に就任する。その年の暮れに経済安定本部に出向し、更に後進の経済企画庁に移って国土総合開発計画を担当。
1955年に復興院後進の建設省に戻り、県に出向。岐阜県の土木部計画課長、1958年に静岡県の土木部計画課長に就任。広域都市計画を静岡市と清水市を中心とする地域を対象に全国に先駆けて静清広域都市計画として策定。さらに製紙工場の排水を対象とする岳南特別都市下水路の事業に着手するなどの事業に取り組む。
1961年に京都市都市計画局長に就任、その後建設局長、計画局長、都市開発局長、技監を経て1971年から3期助役を務める。
前市長舩橋求己の病気引退に伴う1981年の京都市長選に、「舩橋市政の継承・発展」を訴え、自民・社会・公明の推薦と共産・民社・社民連の支持を受け出馬。「6党相乗り」批判を繰り返した新自ク推薦の元衆議院議員・加地和を僅差で交わし初当選を果たす。
在任中に洛西ニュータウンの建設、京都市営地下鉄烏丸線の開業や京阪本線の地下化事業、京都市基本計画の策定、世界歴史都市会議の開催などを手がける。
1985年の市長選では前回市長選で惜敗した加地（新自ク・社民連推薦）のほか、同年6月に市政与党を離脱した共産党が推薦する湯浅晃（京教組副委員長）を抑え再選。1989年に引退を表明する。
市長在任中の1985年7月、神社仏閣に拝観料を上乗せする形で税を徴収する古都保存協力税の導入に踏み切ったが、京都仏教会が3次にわたる拝観停止などの対抗措置を取ったため紛争は泥沼化。同税は導入3年後の1988年3月末日をもって廃止された。
1990年に第8回日本造園学会上原敬二賞を受賞。
1995年4月の春の叙勲で勲三等に叙され、旭日中綬章を受章した。
1996年12月7日、上部消化管出血のため、大阪府枚方市内の病院で死去した。85歳没。同月20日、特旨を以て位五級を追陞され、死没日付をもって従七位から正五位に叙された。

## 著作
- 富士箱根伊豆国立公園地域の道路整備の構想（道路 (234), 593-599, 1960-08月号）
- 北九州地域開発計画について（都市計画 4(3), 1955年10月号）
- 北九州特定地域総合開発計画について（国土 4(10), 6-13, 1954年10月号）
- 失業対策と公共事業（経済安定資料 (17), 37-38, 1950年03月号）
- 公共事業監査結果に現れた諸問題（経済安定資料 (17), 34-36, 1950年3月号）
- 現下の失業問題と公共事業（新都市 3(10), 2-4, 1949年10月号）
- 大都市と農業地（造園雑誌 2(2), 91-100, 1935年7月号）
- 京の町づくりと都市高速道路網（建設月報 40(9), p103-105, 1987年9月号）